# Heart of Glass
Heart of Glass – utwór amerykańskiego zespołu Blondie, wydany w styczniu 1979 jako czwarty singel pochodzący z trzeciego albumu studyjnego Parallel Lines (1978). Został napisany przez wokalistkę Debbie Harry i gitarzystę Chrisa Steina. Jest to największy i najbardziej rozpoznawalny przebój zespołu. Teledysk wyreżyserował Stanley Dorfman.
Singiel dotarł do pierwszej piątki na listach przebojów w dziewiętnastu krajach, a w jedenastu z nich (m.in. W Stanach Zjednoczonych i Wielkiej Brytanii) dotarł do pierwszego miejsca. W lutym 1979 w Wielkiej Brytanii za sprzedaż miliona egzemplarzy, zdobył platynową płytę przyznaną przez BPI. W kwietniu amerykańskie stowarzyszenie RIAA przyznało singlowi złotą płytę także za sprzedaż 1 mln kopii. Został również certyfikowany podwójną platyną w Australii.
W 2003 utwór został umieszczony na liście 500 piosenek, które ukształtowały rock, utworzonej przez Rock and Roll Hall of Fame. W grudniu 2004 roku magazyn Rolling Stone umieścił piosenkę na 255. miejscu na liście 500 utworów wszech czasów. W kwietniu 2010 znalazła się na 259. miejscu po zaktualizowaniu listy, a we wrześniu 2021 na 138. W styczniu 2006 magazyn Slant umieścił go na 42 pozycji na liście swoich najlepszych tanecznych piosenek. W sierpniu 2016 Pitchfork umieścił piosenkę na 18. miejscu listy 200 najlepszych utworów lat 70. „Heart of Glass” znalazł się na 66. miejscu oficjalnej listy najlepiej sprzedających się singli wszech czasów w Wielkiej Brytanii, ze sprzedażą 1,3 mln egzemplarzy. W 2015 roku utwór został wprowadzony do Hall of Fame jako nagranie o „jakościowym lub historycznym znaczeniu”. W marcu 2022 Debbie Harry w wywiadzie dla brytyjskiego magazynu The Guardian powiedziała że była dumna z siebie gdy napisała tekst piosenki (wraz z tekstem innego utworu, „Rapture”).
Piosenka była kilkakrotnie coverowana. W 2014 roku własną wersje nagrał francuski DJ Bob Sinclar wraz z brazylijską supermodelką Gisele Bündchen na potrzeby kampanii reklamowej firmy H&M. W 2016 powstał mashup piosenki zatytułowany „Heart of Glass Crabtree Remix (The Handmaidʼs Tale)”. W 2020 amerykańska piosenkarka popowa Miley Cyrus nagrała swoją wersję utworu i zamieściła ją na albumie Plastic Hearts.
W 2020 członkowie zespołu Debbie Harry i Chris Stein sprzedali prawa do utworu wraz z całym katalogiem Blondie, firmie Hipgnosis Songs Fund.

## Lista utworów i formaty singla
UK 7" (CHS 2275)
1. "Heart of Glass" (Debbie Harry, Chris Stein) – 3:54
2. "Rifle Range" (Stein, Ronnie Toast) – 3:37

UK 12" (CHS 12 2275)
1. "Heart of Glass" (Disco Version) (Harry, Stein) – 5:50
2. "Heart of Glass" (Instrumental) (Harry, Stein) – 5:17
3. "Rifle Range" (Stein, Toast) – 3:37

US 7" (CHS 2295)
1. "Heart of Glass" (Harry, Stein) – 3:22
2. "11:59" (Jimmy Destri) – 3:20

US 12" (CDS 2275)
1. "Heart of Glass" (Disco Version) (Harry, Stein) – 5:50
2. "Heart of Glass" (Instrumental) (Harry, Stein) – 5:17

US 1995 Remix CD (7243 858387 2 9)
1. "Heart of Glass" (Diddy's Remix Edit) – 3:57 *
2. "Heart of Glass" (Original Single Version) – 3:54
3. "Heart of Glass" (MK 12" Mix) – 7:16
4. "Heart of Glass" (Richie Jones Club Mix) – 8:42
5. "Heart of Glass" (Diddy's Adorable Illusion Mix) – 7:33

UK 1995 Remix CD (7243 882236 2 1)
1. "Heart of Glass" (Diddy's Adorable Edit) – 3:57
2. "Heart of Glass" (Diddy's Adorable Illusion Mix) – 7:33
3. "Heart of Glass" (Richie Jones Club Mix) – 8:42
4. "Heart of Glass" (MK 12" Mix) – 7:16
5. "Heart of Glass" (Original 12" Mix) – 5:50